# Władimir Godżyjew
Władimir Andriejewicz Godżyjew (ros. Владимир Андреевич Годжиев, ur. 20 lipca 1940 w Ordżonikidze, zm. 21 grudnia 1981 tamże) – radziecki szpadzista, wicemistrz świata.
Podczas mistrzostw świata w Moskwie w 1966 roku reprezentacja ZSRR w składzie: Władimir Godżyjew, Guram Kostawa, Grigorij Kriss, Aleksiej Nikanczikow i Jurij Smolakow zdobyła srebrny medal w zawodach drużynowych. Był to jedyny medal Godżyjewa wywalczony w zawodach tego cyklu.
Nigdy nie wziął udziału w igrzyskach olimpijskich.